# Neamblysomus gunningi
La talpa dorata di Gunning (Neamblysomus gunningi) è un mammifero della famiglia dei Crisocloridi endemico del Sudafrica, dove occupa una vasta gamma di habitat, dalle foreste tropicali alla savana, colonizzando anche i giardini delle case e i terreni coltivati.
Misura fra gli 8 ed i 20 cm di lunghezza, coi maschi generalmente più grandi delle femmine.
Come la congenere Neamblysomus julianae, era un tempo ascritta al genere Amblysomus e solo recentemente è stata elevata al rango di specie a sé stante.